# Museo archeologico di Siviglia

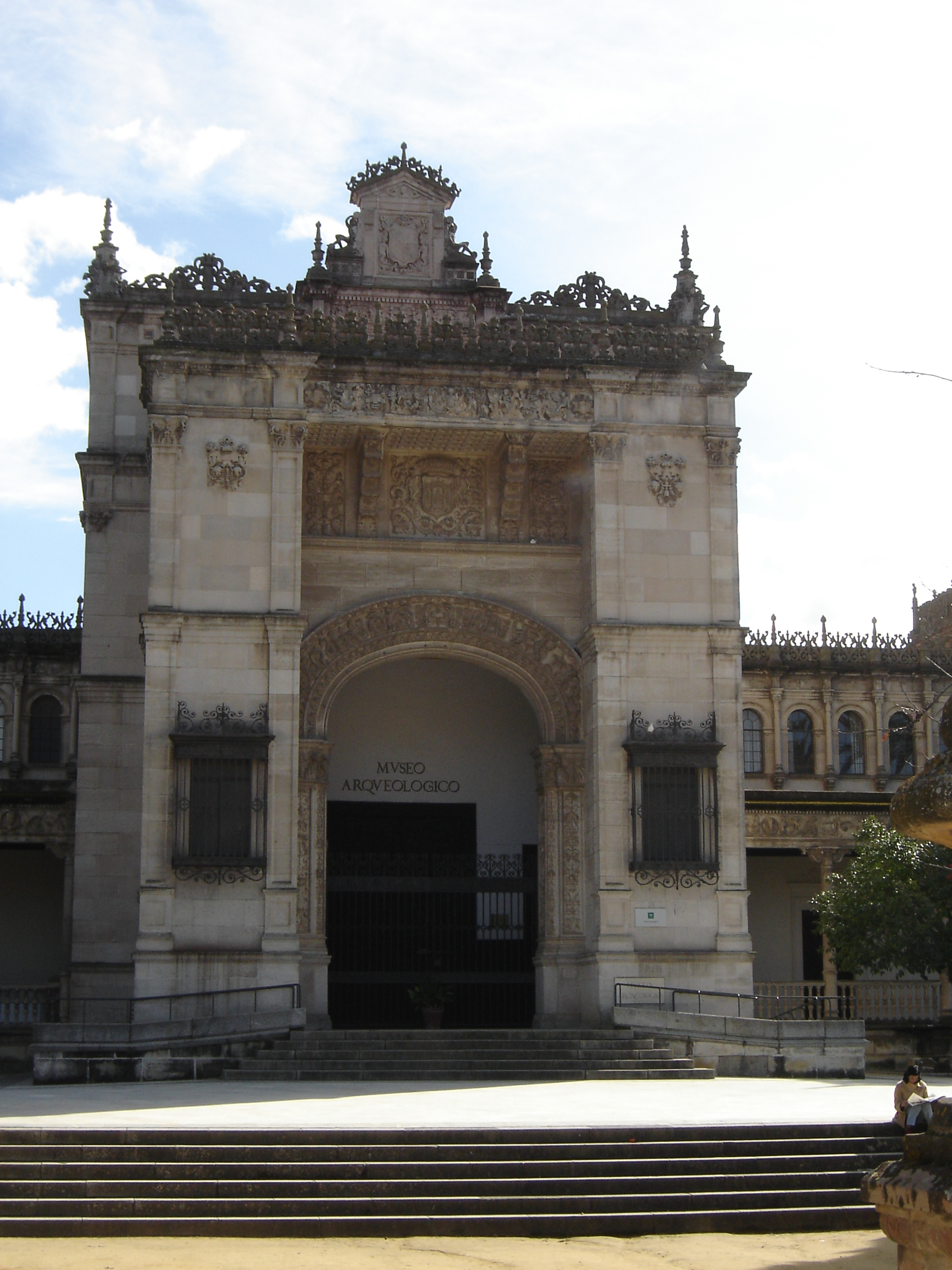
L'ingresso al museo archeologico di Siviglia.

Il museo archeologico di Siviglia (in spagnolo museo arqueológico de Sevilla) è un museo archeologico della città di Siviglia, gestito dalla giunta dell'Andalusia. Ha sede nel Parco Maria Luisa.

## Storia
Il museo venne ufficialmente istituito nel 1867 come "museo di antichità" (museo de antigüedades) provinciale, ad opera della Commissione provinciale dei monumenti, per ospitare la collezione dei rinvenimenti di Italica (attuale Santiponce) che dal 1780 si trovavano nella galleria di ingresso dell'alcázar. Lo stesso alcázar fu la prima sede del museo, ma già nel 1875 le collezioni furono trasferite nella nuova sede del convento de la Misericordia, che ospitava anche il museo di pittura, inaugurata nel 1880. La sede, nonostante l'acquisizione di nuove sale nel 1904, era tuttavia insufficiente.
Nel 1941 la municipalità di Siviglia cedette al ministero dell'educazione nazionale il padiglione delle belle arti che era stato realizzato in occasione dell'esposizione iberoamericana del 1929, facendovi inoltre confluire le collezioni del museo archeologico municipale, che era stato istituito nel 1886 e inaugurato nel 1895 nella torre di Fadrique. La nuova sede fu inaugurata nel 1946 con otto sale, oltre ad una biblioteca e agli uffici.
Nel 1962 il museo fu dichiarato insieme all'edificio ospitante "monumento storico-artistico". Nel 2009 è stata completata una ristrutturazione, che ha portato le sale ad un totale di 27.

## Collezione
Le collezioni del museo comprendono circa 60 000 pezzi.
La collezione iniziale comprendeva sculture provenienti da Italica:  le statue di Traiano e di Adriano rinvenute nel 1788, la statua di Diana, rinvenuta nell'anno 1900 e i reperti degli scavi condotti da Ivo de la Cortina tra il 1839 e il 1842 e di quelli condotti da Demetrio de los Ríos dal 1862.

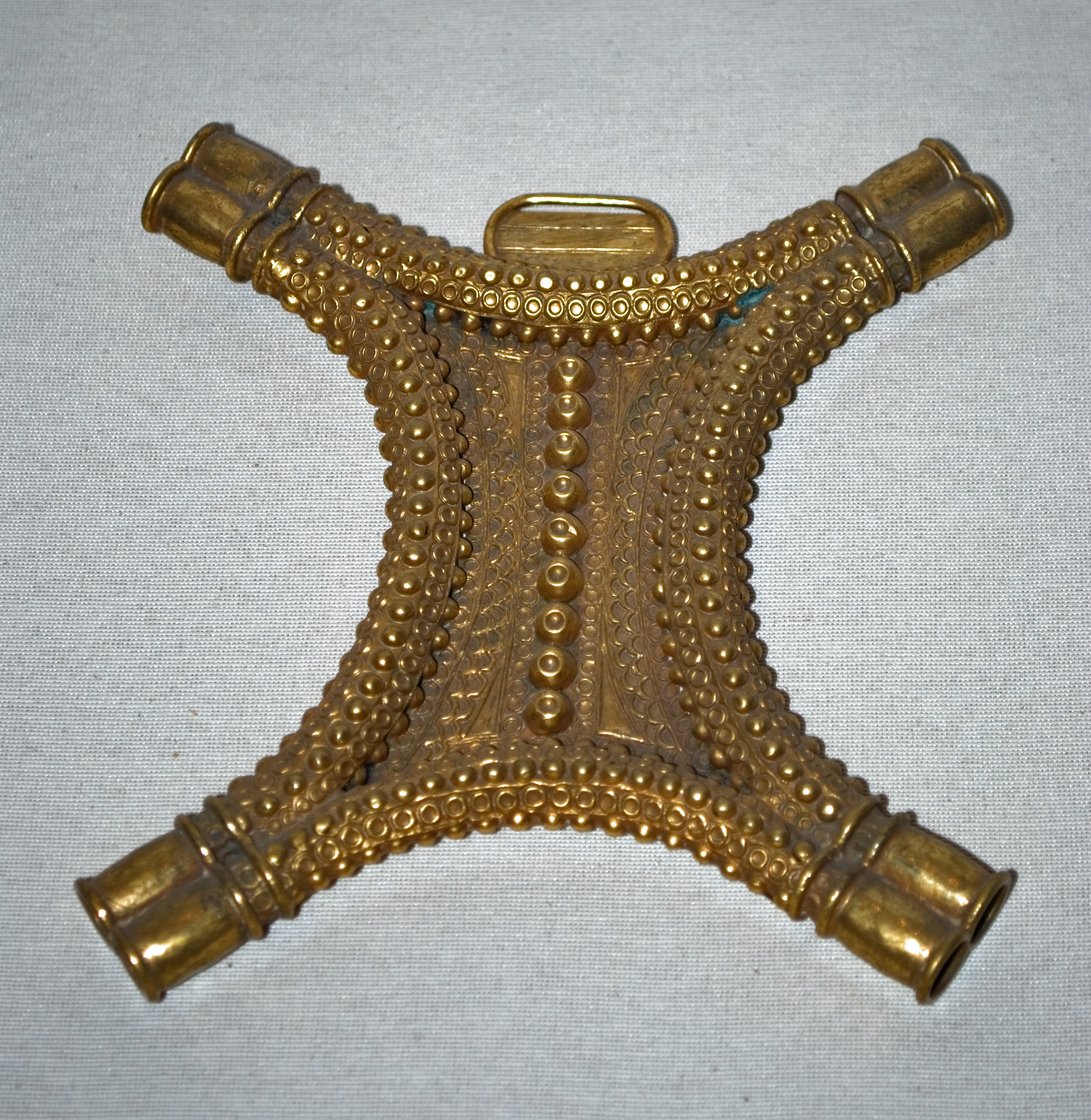
Placca d'oro dal tesoro del Carambolo, della civiltà tartessica (riproduzione presso il municipio).

La sezione preistorica comprende i materiali provenienti dal sito dell'età del rame di Valencina de la Concepción, del III millennio a.C., comprendenti gli idoletti cilindrici o a placca, con grandi occhi a forma di soli, che sono le più antiche rappresentazioni di divinità in Spagna. Una sala ospita gli oggetti d'oro provenienti dai siti di El Carambolo, Ébora, Mairena e altri, che vanno dall'età del rame, all'età del bronzo (II millennio a.C.), gioielli orientalizzanti della cultura tartessica del VII-VI secolo a.C. Un bronzetto fenicio di importazione, raffigurante la dea Astarte seduta, mostra un testo inciso, il più antico conosciuto nella penisola iberica.

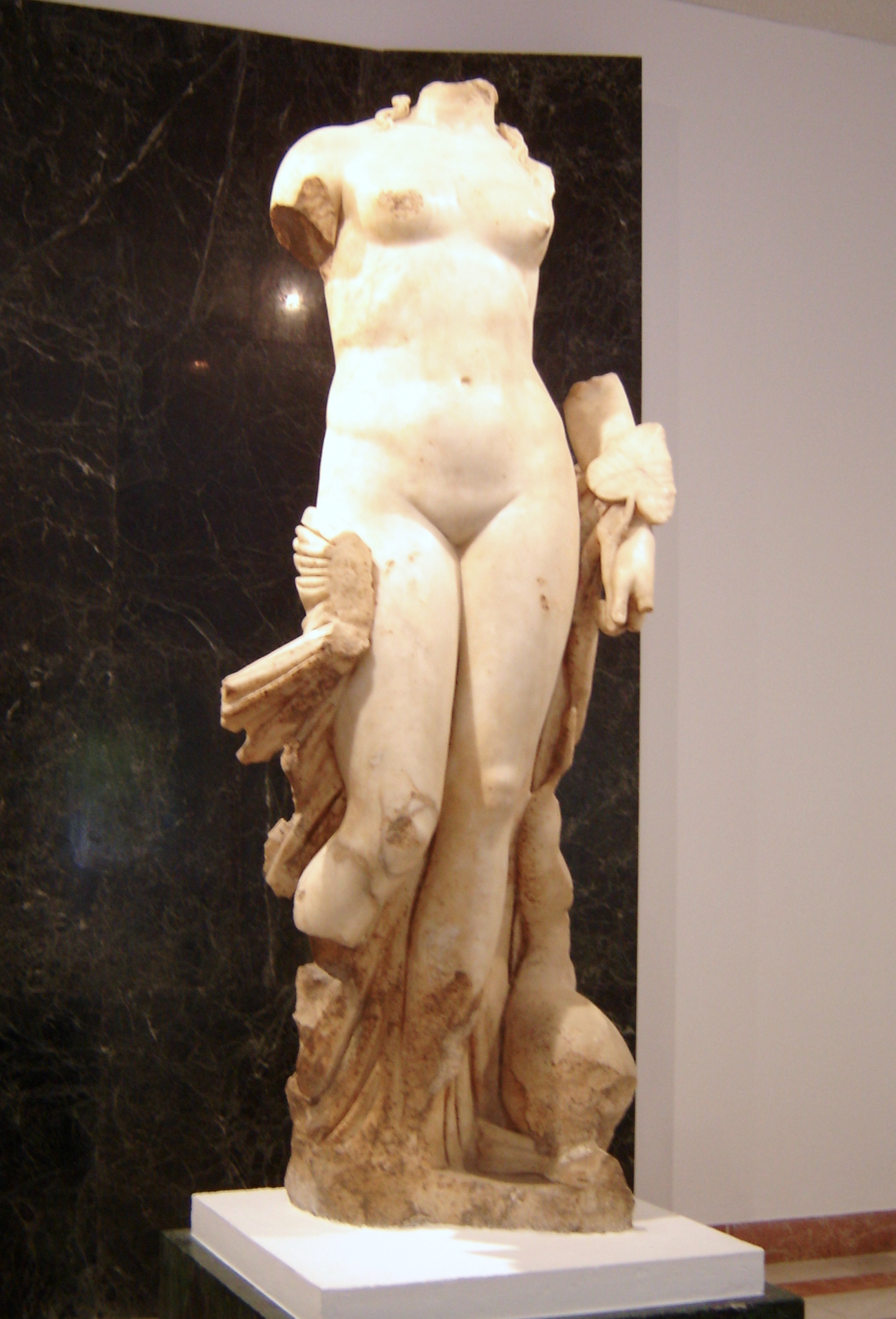
Afrodite anadyomene da Italica, in marmo pario, II secolo.

Tra le opere di epoca romana si conservano numerose sculture da Italica, tra le quali una delle are cilindriche con scene bacchiche provenienti dal teatro (in marmo lunense, del I secolo), una Testa di Alessandro Magno (in marmo pario, del II secolo), una Afrodite anadyomene, ossia che esce dal bagno (ancora in marmo pario, della fine dell'età traianea), una Diana (sempre in marmo pario e del II secolo), una statua di Traiano in nudità eroica, in marmo pario, e un Busto-ritratto di Adriano in corazza, in marmo pentelico, entrambi di epoca adrianea. Una Testa-ritratto di Vespasiano, del 70 circa, proveniente da Écija, venne realizzata rilavorando un precedente ritratto forse di Nerone.
Le sale del museo ospitano inoltre tre mosaici policromi: il Trionfo di Bacco (da Écija, del III secolo), il Giudizio di Paride (da Casariche, del IV secolo) e il Mosaico di Antonia Vettia, proveniente dalla necropoli paleocristiana di Italica, a grosse tessere e con iscrizione, datato al V secolo.
Si conservano inoltre le quindici lastre in bronzo sulle quali è inciso il senatoconsulto contro Gneo Calpurnio Pisone, datato al 20 d.C. e le dieci lastre della legge municipale del municipio Flavio Irnitano, approvata dall'imperatore Domiziano nel 91 (lex irnitana), rinvenuta in un laboratorio di bronzista, dove probabilmente avrebbe dovuto essere fusa.